# We are all made of stars
«We Are All Made of Stars» es el título de una canción de Moby, artista de la música electrónica, incluida en su álbum de estudio 18. Lanzada como sencillo el 29 de abril de 2002, fue la canción más conocida del álbum, alcanzando el número 11 en las listas del Reino Unido.
Es la primera canción de 18. La segunda, "In This World", también estuvo en las listas, aunque en una posición más baja.

## Listado de canciones

### CD: Mute / CDMUTE268 (UK)
1. «We Are All Made of Stars» (versión sencillo) – 3:38
2. «Landing» – 3:35
3. «Soul to Love» - 4:28

### CD: Mute / LCDMUTE268 (UK)
1. «We Are All Made of Stars» (Downtempo)
2. «We Are All Made of Stars» (DJ Tiesto Full Vocal Mix)
3. «We Are All Made of Stars» (Timo Maas Dub Mix)

## Inspiración
Moby declaró que la canción está inspirada en la física cuántica sobre la base de que "en un nivel básico cuántico, toda la materia del Universo está, esencialmente, compuesta de polvo cósmico."

## Video musical
El video musical de la canción, dirigido por Joseph Kahn, incide en los excesos del estilo de vida de Hollywood, mostrando a famosos en ambientes sórdidos, mientras Moby, extraño a este mundo, es mostrado como un astronauta. La atmósfera del vídeo está inspirada en fotografías de Philip-Lorca diCorcia.
Famosos que aparecen en el vídeo:
- Kato Kaelin
- Verne Troyer
- Corey Feldman
- Todd Bridges
- Gary Coleman
- JC Chasez
- Dave Navarro
- Sean Bean
- Dominique Swain
- Ron Jeremy
- Thora Birch
- Tommy Lee
- Molly Sims
- Angelyne
- Robert Evans
- Leelee Sobieski
- The Toxic Avenger
- Sgt. KabukiMan
- David Blackburn

El video ganó el premio a la mejor fotografía en los MTV Video Music Awards de 2002.